# UCI Oceania Tour 2009
L'UCI Oceania Tour 2009 fu la quinta edizione dell'UCI Oceania Tour, uno dei cinque circuiti continentali di ciclismo dell'Unione Ciclistica Internazionale. Era composto da sette corse che si svolsero tra ottobre 2008 e febbraio 2009 in Australia e Nuova Zelanda.

## Calendario

### Ottobre 2008
| Data  | Prova           | Cat. | Vincitore      | Squadra            |
| ----- | --------------- | ---- | -------------- | ------------------ |
| 12-18 | Herald Sun Tour | 2.1  | Stuart O'Grady | Team CSC-Saxo Bank |

### Novembre 2008
| Data | Prova             | Cat. | Vincitore       | Squadra                  |
| ---- | ----------------- | ---- | --------------- | ------------------------ |
| 3-8  | Tour of Southland | 2.2  | Hayden Roulston | The Southland Times-Trek |

### Gennaio
| Data  | Prova              | Cat. | Vincitore      | Squadra        |
| ----- | ------------------ | ---- | -------------- | -------------- |
| 21-25 | Tour of Wellington | 2.2  | Peter McDonald | Drapac-Porsche |

### Febbraio
| Data | Prova                                      | Cat. | Vincitore          | Squadra   |
| ---- | ------------------------------------------ | ---- | ------------------ | --------- |
| 12   | Campionati oceaniani - Cronometro Under-23 | CC   | John Anderson      | Australia |
| 12   | Campionati oceaniani - Cronometro Elite    | CC   | Chris Jongewaard   | Australia |
| 15   | Campionati oceaniani - In linea Under-23   | CC   | Daniel Braunsteins | Australia |
| 15   | Campionati oceaniani - In linea Elite      | CC   | Tommy Nankervis    | Australia |

## Classifiche
Risultati finali.
| Pos. | Corridore          | Squadra       | Punti  |
| ---- | ------------------ | ------------- | ------ |
| 1    | Peter McDonald     | Drapac        | 163    |
| 2    | Gordon McCauley    | Subway-Avanti | 112,33 |
| 3    | Tommy Nankervis    | Cinelli       | 100    |
| 4    | Daniel Braunsteins | Drapac        | 70     |
| 5    | Jeremy Yates       | Letua         | 64,66  |
| 6    | Hayden Roulston    | Cervélo       | 60     |
| 7    | Jeremy Vennell     | Bissell       | 51     |
| 7    | Chris Jongewaard   |               | 51     |
| 9    | Joseph Cooper      | Subway-Avanti | 45,33  |
| 10   | Ben Day            | Fly V Austr.  | 43     |

| Pos. | Squadra                  | Punti  |
| ---- | ------------------------ | ------ |
| 1    | Drapac Porsche           | 262    |
| 2    | Subway-Avanti            | 226,98 |
| 3    | Cinelli-Down Under       | 147    |
| 4    | Cervélo TestTeam         | 101    |
| 5    | Praties                  | 90     |
| 6    | Savings & Loans          | 76     |
| 7    | Team Budget Forklifts    | 70,32  |
| 8    | Letua Cycling Team       | 64,66  |
| 9    | Bissell Pro Cycling Team | 61     |
| 10   | Team Barloworld          | 51     |

| Pos. | Nazione       | Punti  |
| ---- | ------------- | ------ |
| 1    | Australia     | 1 259  |
| 2    | Nuova Zelanda | 592,63 |